# Crash (album Charli XCX)
Crash (stylizowany zapis: CRASH) – piąty album studyjny angielskiej piosenkarki i autorki tekstów Charli XCX, wydany 18 marca 2022, nakładem Asylum, Atlantic Records i Warner UK. Jest to jej ostatni album wydany nakładem wytwórni Asylum Records. Charli ogłosiła nazwę albumu, datę premiery i okładkę albumu, 4 listopada 2021. Album był poprzedzany 6 singlami, "Good Ones", "New Shapes" z udziałem Christine and the Queens i Caroline Polachek, "Beg For You" z udziałem Riny Sawayamy, "Baby", "Every Rule" oraz "Used to Know Me".
Podczas, gdy Charli jest znana z muzyki eksperymentalnej, hyper-pop, to Crash jest albumem z gatunku dance-pop. Piosenki z albumu zawierają elementy muzyki pop z lat 80. i 90. Film Davida Cronenberga z 1996 roku o tej samej nazwie co album, zainspirował Charli do estetyki, nazwy i okładki albumu.

## Odbiór

### Krytyczny
Crash otrzymał ogólnie pozytywne opinie od krytyków muzycznych. Na Metacritic, album otrzymał średnią ocenę 79/100, na podstawie 21 recenzji.

### Komercyjny
Crash zadebiutował na pierwszym miejscu listy UK Albums Chart, z 16,117 sprzedanymi egzemplarzami albumu, stając się pierwszym albumem Charli, który znalazł się na szczycie przebojów.

## Lista utworów
1. "Crash"
2. "New Shapes" (ft. Christine and the Queens i Caroline Polachek)"
3. "Good Ones"
4. "Constant Repeat"
5. "Beg for You" (ft. Rina Sawayama)
6. "Move Me"
7. "Baby"
8. "Lightning"
9. "Every Rule"
10. "Yuck"
11. "Used to Know Me"
12. "Twice"

## Historia Wydania
| Region  | Data          | Format                                      | Wersja      | Wytwórnia      | Ref.   |
| ------- | ------------- | ------------------------------------------- | ----------- | -------------- | ------ |
| Różny   | 18 Marca 2022 | kaseta, CD, digital download, streaming, LP | Standardowa | Asylum, Warner | [ 31 ] |
| Różny   | 25 Marca 2022 | digital download, streaming                 | Deluxe      | Asylum, Warner | [ 32 ] |
| Japonia | 30 marca 2022 | CD                                          | Standardowa | Warner UK      | [ 33 ] |